# Dohrniphora sorora
Dohrniphora sorora är en tvåvingeart som beskrevs av Ronald Henry Lambert Disney 2006. Dohrniphora sorora ingår i släktet Dohrniphora och familjen puckelflugor.
Artens utbredningsområde är Thailand. Inga underarter finns listade i Catalogue of Life.